# Afkoop
Afkoop is het in één keer betalen van een langdurige geldelijke verplichting, die daarna ophoudt te bestaan.
Voor de afkoop worden bepaalde formules gehanteerd, afhankelijk van het soort verplichting. De formule is er bijna altijd op gericht de ontvanger van de gelden schadeloos te stellen voor hetgeen hij mis loopt. Het bedrag dat wordt betaald wordt afkoopsom genoemd.
Bijvoorbeeld. Moet iemand jaarlijks, en tot in lengte van dagen, € 100 betalen, dan zou hij die verplichting kunnen afkopen tegen het 20-voudige, dus tegen betaling van een afkoopsom van € 2000. De ontvanger kan dit bedrag dan, bijvoorbeeld op een spaarbank, rentegevend maken tegen een rente van 5%. Hij ontvangt dan ieder jaar € 100, wat gelijk is aan de oude ontvangsten.
Vaak wordt echter een andere, lager uitvallende formule gebruikt en is het rentepercentage kleiner. Als de periodieke betalingen ook nog fiscaal gefaciliteerd zijn (bijvoorbeeld bij een levensverzekering), kan dit tot fiscale bijheffing leiden. Afkoop is dus financieel gezien niet altijd gunstig voor de ontvanger van de afkoopsom. Dat het toch wordt gedaan, is omdat men van de periodieke verplichting af wil zijn, of omdat men snel geld nodig heeft.
Voorbeeld
In de jaren 1980 gingen steeds meer aidspatiënten over tot afkoop van hun lijfrentepolissen om de dure medicijnen te kunnen betalen, dan wel om in de paar jaar die ze nog hadden, het geld aan iets bijzonders te besteden. Dit leidde ertoe dat professionele investeerders de premieverplichtingen en het recht op de overlijdensuitkering overnamen. Hoewel dit als onethisch kan worden betiteld (men krijgt er immers belang bij dat de verzekerde snel overlijdt), zijn hieruit de life settlements voortgekomen, inmiddels een groeiende tak binnen de financiële wereld.

## Formule
Een formule voor het berekenen van een afkoopsom is:
{\displaystyle A={\frac {K}{(1+{\frac {p}{100}})^{n}-1}}}
waarin:
{\displaystyle A} = afkoopsom
{\displaystyle K} = kosten
{\displaystyle n} = aantal jaren (frequentie waarin de kosten optreden)
{\displaystyle p} = rentepercentage
De afkoopsom ({\displaystyle A}) is het bedrag waarvan, na een bepaald aantal jaren ({\displaystyle n}) en tegen een bepaalde rentepercentage ({\displaystyle p}), kosten ({\displaystyle K}) kunnen worden betaald, waarbij dezelfde afkoopsom overblijft, die dan opnieuw rentegevend kan worden gemaakt. In formule − en hieruit kan bovenstaande formule worden afgeleid:
{\displaystyle A(1+{\frac {p}{100}})^{n}=K+A}
Op deze manier kunnen periodiek, telkens na {\displaystyle n} jaar, kosten worden betaald.

### Voorbeeld
Het na 30 jaar gebruik vervangen van een bouwkundig object kost € 1000. Bij 5% rente bedraagt dan de afkoopsom {\displaystyle A}:
{\displaystyle A={\frac {1000}{(1+{\frac {5}{100}})^{30}-1}}=301{,}03}
De afkoopsom van € 301,03 wordt gedurende 30 jaar uitgezet tegen 5% rente. Dit levert na 30 jaar € 1301,03 op. Dan wordt hiervan € 1000 gebruikt voor het vervangen van het object. Het resterende bedrag van € 301,03 wordt dan weer 30 jaar rentegevend gemaakt; enzovoort.

### Opmerkingen
1. Een lagere rente levert een hogere afkoopsom op: bij 4% rente wordt de afkoopsom in het voorbeeld € 445,75.
2. Als de kosten ieder jaar moeten worden betaald ({\displaystyle n=1}), dan wordt de formule:

{\displaystyle A=K\cdot {\frac {100}{p}}}
Bij 5% rente is dat: {\displaystyle A=20\cdot K}.

## Verzekering
Ook bij verzekeringen kan er sprake zijn van afkoop. De verplichting van de verzekeringmaatschappij tot het doen van een uitkering na verloop van een aantal jaren of bij een bepaalde gebeurtenis, zoals het overlijden van de verzekerde, wordt dan omgezet in een directe betaling: de afkoopwaarde van de verzekering (ook wel afkoopsom genoemd). De formules die hierbij door een verzekeringmaatschappij worden gehanteerd, zijn gecompliceerd, omdat onder meer rekening gehouden wordt met de sterftekans van de verzekerde. Ook worden er bijna altijd kosten in rekening gebracht.

## Abonnement
Bij een vrij-reizenabonnement bijvoorbeeld koopt de reiziger de verplichting af om per reis te betalen. Het vervoersbedrijf spreekt dan ook wel van een afgekocht reisrecht, afgekochte uren, afgekocht traject. 